# Min kone fra Paris
Min kone fra Paris er en dansk film fra 1961.
- Manuskript Børge Müller.
- Instruktion Lisbeth Movin og Lau Lauritzen jun.

Blandt de medvirkende kan nævnes:
- Ebbe Langberg
- Ghita Nørby
- Malene Schwartz
- Gunnar Lauring
- Lisbeth Movin
- Christian Arhoff
- Else Jarlbak
- Olaf Ussing
- Gunnar Lemvigh
- Henrik Wiehe